# Манојло Камица
Манојло Камица Комнин Дука Анђел (грч. Μανουηλ Καμυτζης Κομνηνος Δουκας Αγγελος; око   1150 - после 1202) Византијски генерал, био је активан крајем 12. века непрестана побуна 1201-02, против његовог рођака, цара Алексија III Анђела.
Припадник византијског високог племства и рођак царева Исака II Анђела и Алексија III Анђела, Камица је служио као виши војни заповедник на Балкану, са чином протостратора, од 1185/86. до 1199. За цара Исака II се борио против Норманских освајача 1185. и устанака Алексија Вранe 1186/87. Камица је два пута водио кампању против влашко-бугарске побуне на северном Балкану, као и против куманских јуришника у истом региону. Године 1189. сукобио се са немачким контингентом који је ишао у Трећи крсташки рат, под царем Фридрихом I Барбаросом, док су прелазили византијску територију.
Под царем Алексијем III, Камица је водио неуспешну кампању против вође бугарских побуњеника Иванка 1197. Почетком 1199. године, пошто се цар Алексије III накратко тешко разболео, Камица је био један од царских рођака који су претендовали на престо. Касније те године, Иванко га је ухватио, али цар не само да је одбио да га откупи, већ му је одузео имање и затворио његову породицу. Бесан због оваквог поступања, Камица се придружио свом зету, Добромиру Хрсу, у побуни 1201. Камица је заузео Тесалију, али га је Хрс убрзо напустио и поражен од царске војске 1202. Камица је вероватно побегао у Бугарску, где је умро.

## Порекло
Рођен око 1150. године, Манојло Камица је био син Константина Камица и Марије Анђел Комнин. Од своје мајке, Манојло је наследио престижна презимена „Анђел“, „Дука“ и „Комнин“, која га повезују са три византијске царске династије. У свом једином сачуваном оловном печату, сам Манојло користи само презимена Камица и „Комнинодука“.
Манојлов отац је познат само из погребних елегија дворских песника Теодора Продрома и такозваног „Манганеија Продрома“, који га хвале као истакнутог генерала („дијамантско копље млађег Рима“) и бележе да је имао чин пансеваста и севаста. Његова мајка је била прворођено дете Константина Анђела, оснивача породице Анђел. Њена мајка, Теодора, била је у пурпуру рођена принцеза, ћерка византијског цара Алексија I Комнина (1081–1118). Манојло је имао браћу и сестре, али њихов број или имена су непознати.

## Каријера
Манојло Камица се први пут помиње 1185. године, за време владавине свог блиског рођака, цара Андроника I Комнина (1183–1185). Према кратком обавештењу Солунског архиепископа Евстатија, Камица је учествовао као командант у походу против Итало-Нормана који су опседали Солун, али се детаљи не наводе.

### У служби цара Исака II
Године 1185. на престо је дошао Исак II Анђел (1185–1195, 1203–1204), Манојлов, близак рођак са мајчине стране, а Камица је добио титулу протостратора. У то време, овај чин је био резервисан за веома истакнуте аристократе са блиским породичним везама са владајућом династијом. Камица је одиграо важну улогу у гушењу побуне генерала Алексија Вране, која је избила током лета 1186. или, вероватније, 1187. године. Камица и Врана су били огорчени непријатељи на двору, тако да је Камица ставио целокупно своје богатство на располагање цару за употребу против побуњеника, а сам је командовао левим крилом царске војске под Конрадом од Монтферата који је поразио и убио побуњенике пред зидинама Константинопоља.
Септембра 1187. цар Исак II је кренуо у поход против влашко-бугарског устанка Асена и Петра, који је уз помоћ куманских најамника јачао на северном Балкану. Код Лардеаса, Византинци су наишли на најамничку војску Кумана од 6.000 људи. У бици која је уследила, у којој је Камица командовао једним од одреда царске војске, кумански најамници су разбијени, а њихови заробљеници, око 12.000, ослобођени.
Године 1189, када је војска цара Фридриха I Барбаросе прешла византијску територију у оквиру Трећег крсташког рата, Камица је био задужен, заједно са Доместиком Запада (главнокомандујућим европске теренске војске), Алексијем Гидом, да чувају стражу и да мотре на немачке снаге и узнемиравају их нападајући групе које траже храну. Када је Барбароса заузео Филипопољ, послао је поруку Камици, наглашавајући да је његова једина намера сигуран и миран пролаз кроз византијске земље. Камица је то пренео цару Исаку II, али је овај, страхујући да је Барбароса тајно намеравао да крене на Константинопољ и свргне га, прекорио Камица због његове пасивности и наредио му да се сукоби са Немцима. Као резултат тога, Камица са око 2.000 коњаника кренуо је да постави заседу за немачки караван за снабдевање у близини Филипопоља, око 22. новембра 1189. Немци су о томе обавештени од јерменских становника тврђаве Проусенос, где је Камица поставио свој главни логор, и кренули су са 5.000 коњаника у напад на византијски логор. Две снаге су се случајно среле код Проусеноса, а у бици која је уследила, Камицини људи су разбијени. Историчар Никита Хонијат — који је био намесник Филипопоља и очевидац — пише да су Византинци побегли чак до Охрида, а да је Камица напустио своје људе током бекства и придружио им се тек три дана касније.
Камица је 1190. године учествовао у још једном походу против бугарских побуњеника у области Балканских планина. Заједно са Исаком Комнином, командовао је претходницом царске војске, док су цар Исак II и његов брат Алексије (будући Алексије III Анђел, 1195–1203) командовали главнином и севастократор Јован Дука (Манојлов ујак) командовао је позадином. Приликом повлачења кроз уски пролаз, Бугари су дозволили претходницом да прође, али су се потом обрушили на остатак војске, који се успаничио и побегао.

### У служби цара Алексија III
Камицин живот током остатка владавине цара Исака II је непознат, као ни његова улога у Исаковом свргавању од стране његовог рођеног брата цара Алексија III, или мишљење о њему, иако он највероватније није био умешан у то. Камица је очигледно сачувао свој положај и учествовао је у Алексијевим церемонијама крунисања у престоници: Хонијат бележи да је после крунисања у цркви Свете Софије, према протоколу, протостратор држао узде новог царског коња.
Бугарски бојар Иванко је 1196. године извршио атентат на вођу бугарске буне Асена. Иванко и његови ратници заузели су бугарску престоницу Тарново, али су, суочени са Асеновим братом Петром, послали поруке цару Алексију III, позивајући га да им притекне у помоћ и заузме Тарново. Цар Алексије III није био вољан да напусти палату и послао је Камица. Камица је кренуо из Филипопоља, али баш када је прелазио у Мезију (равнице дуж Дунава), војска се побунила и одбила да настави и ризикује битку са Бугарима, наводећи многе опасне и бескорисне походе које су предузели. у региону у прошлости. Камица је био приморан да попусти захтевима својих војника и вратио се назад. Као резултат тога, Иванко је био приморан да напусти Тарново, где се Петар учврстио као неприкосновени владар Бугара. Иванко је побегао на византијски двор, и добио је задатак да држи Филипопољ против Петрових Бугара.
У пролеће 1197. цар Алексије III је кренуо у поход против бугарског вође Добромира Хрса, нећака Петра и Асена, који је основао сопствену, независну државу око тврђава Струмице и Просека. Пошто није успео да заузме Просек силом оружја, цар се помирио са Хрсом, који је признао царску власт у замену за нову жену: Камицина ћерка, која је била принуђена да се разведе од свог првог мужа да би постала Хрсова невеста.
Године 1199. цар Алексије III се тешко разболео, што је довело до спора око наследства. Цар је имао само ћерке, и иако су две од њих биле удате за византијске аристократе — Андроника Контостефана и Исака Ватаца — који су, дакле, били наследници, обојица су умрли непосредно пре тога. Међу широм царском породицом иступили су различити претенденти на престо: сам Камица се сукобио са старијим Јованом Дуком, док су три царева брата — Константин, Јован и Теодор — које је цар Андроник I ослепео и самим тим били неподобни, лобирали за своје синове, као и њихов зет, цезар Јован Кантакузин, који је такође био ослепљен. На крају је њихова сплетка, коју је гневно осуђивао згрожени Хонијат, пропала: у фебруару 1199. године, цар је удао своје ћерке - удовице за други пар византијских аристократа, Алексија Палеолога (који је постао деспот и наследник) и Теодора Ласкариса, будућег оснивача Никејског царства.
Касније 1199. Иванко се побунио против византијске власти. Против њега цар Алексије III је послао своје нове зетове и Камица. Иванко је успео да умакне тројици византијских заповедника и побегне у планине. Невољно да се упусте у можда безнадежну потеру у планинским превојима, Византијци су уместо тога одлучили да покоре тврђаве у региону Филипопоља, почевши од Кричим. Једна по једна, тврђаве су освајане, било капитулацијом или јуришем. Иванко је тада поставио замку за Камица. Дао је својим људима да сакупе стада стоке, као и неке ратне заробљенике, и да их одведу преко равнице као тобожњи данак свом савезнику, бугарском владару цару Калојану. Сазнавши за то, Камица је напустио своју базу у тврђави Батрачокастрон и са својим људима дошао да заплени стада. Док су се византијске трупе разишле да сакупе плен, Иванко и његови људи су изашли из шуме, убили их и заробили Камица. Овај потез је преокренуо ток похода, пошто су се деморалисани Византинци повукли, а Иванко је проширио своју власт на југ до области Смољана, Мосинопоља и планине Пангаион.

### Заробљеништво и побуна
Док је Камица чамио у затвору, пише Хонијат, „цар је, као што су његови поступци показали, сматрао хватање протостратора божјим даром, дивном и одличном срећом. Марљиво претресавши сву његову имовину, положио је руке на човеково огромно богатство које је пристајало једном монарху; он је такође осудио његову жену и сина на затвор, на основу чега не знам." Камица је послао писма цару Алексију III молећи се да буде откупљен, али је цар одбио. У очају, после отприлике годину дана заточеништва, Камица се обратио свом зету, Добромиру Хрису. Овај је пристао и платио суму — 200 фунти (око 64 kg) злата, према Хонијату. Камица је пуштен и пребачен у Просек, одакле је поново писао цару, тражећи да се Хрсу отплати дуг од његовог. сопственог заплењеног богатства, које је, како је подсетио цара, вишеструко већа сума у питању. Цар Алексије III је, међутим, „свој однос са протостратором ставио на једну вагу, а његово богатство на другу и одмерио обоје; открио је да је други далеко тежи“, и поново одбио Камицине молбе.
Бесан због царевих поступака према њему, Камица се придружио Хрсу у одлуци да нападне суседне византијске провинције. Према Хонијатовом извештају, они су лако заузели Пелагонију (данашњи Битољ) и Прилеп и прешли долину Темпе у Тесалију, коју су заузели. Док се Хрс вратио у Просек, Камица је остао у Тесалији. Побуна Камица довела је и до других устанака: Лав Згур се побунио на Пелопонезу, као и дукс (гувернер) Смољанске провинције Јован Спиридонакс.
Док је Спиридонакс брзо поражен од деспота Алексија Палеолога, побуна Камица се показала као тежа ствар за Византинце. Чини се да су царске трупе под командом евнуха паракомимомена (комора) Јована Оинополита имале извесног успеха. У јесен 1201. цар Алексије III је лично повео поход против побуњеника, али се на крају дипломатија показала најефикаснијом. Цар је понудио руку своје унуке Теодоре, некадашње Иванкове веренице. Хрс је прихватио — вероватно се развео од Камицове ћерке — и предао Пелагонију и Прилеп цару.
У исто време, Оинополит је послат у Тесалију да понуди Камицу помиловање и потпуно враћање његовог чина. Камица је то одбио, а царска војска под царем Алексијем III је извршила инвазију на Тесалију. У бици која је уследила, Камицова војска је поражена, а он сам рањен у ногу. Бежећи са бојног поља, напустио је Тесалију и побегао у тврђаву Станос (вероватно Стенимахос), али су га царске снаге прогониле и приморале да и њу напусти.
Ништа се даље не зна о Камицу након овог догађаја, али је вероватно нашао уточиште код цара Калојана у Бугарској, као Спиридонакс пре њега, и умро је убрзо након тога.

## Породица
Манојло се оженио око 1170. године, али име његове жене није познато. Познато је да је имао ћерку — грчки историчар Константин Варзос за њу предлаже могуће име Марија, по Манојловој мајци — коју је цар Алексије III натерао да се разведе од мужа и уда за Добромира 1198. године. Имао је и сина по имену Јован Камица. После његове смрти и пљачке Цариграда 1204. године, његова породица је побегла у Никеју. На основу његових имања наведених у подели Византијског царства од стране крсташа, Камице су били међу четири највеће земљопоседничке породице у Царству. Георгије Пахимер је крајем 13. века још увек сматрао породицу једном од најистакнутијих аристократских породица, али је мало чланова познато у историји.